# Biturix diversipes
Biturix diversipes är en fjärilsart som beskrevs av Walker 1855. Biturix diversipes ingår i släktet Biturix och familjen björnspinnare. Inga underarter finns listade i Catalogue of Life.